# Jerzy II Ksyfilin
Jerzy II Ksyfilin lub Kifilin, gr. Γεώργιος Β Ξιφιλίνος, Geōrgios II Ksifilinos (zm. 7 lipca 1198) – patriarcha Konstantynopola w latach 1191–1198.

## Życiorys
Jerzy II był patriarchą Konstantynopola od 10 września 1191 do 7 lipca 1198 r. Według Teodora Balsamona, za panowania cesarza Izaaka II Angelosa (1185–1195), Jerzy II Ksyfilin powiększył liczbę exocataceoli (urzędów patriarchatu) z pięciu do sześciu, dodając protekdikosa.